# Едо Муртић
Едо Муртић (Велика Писаница, 4. мај 1921 – Загреб, 2. јануар 2005) је хрватски сликар, графички дизајнер, поозоришни сценограф и академик.

## Биографија
Његова се породица 1925. године, сели у Загреб, где завршава средњу и основну школу. Студирао је на академији примењене уметности. Професори су му били Петар Добровић и Љубо Бабић.
Прво самосталну изложбу имао је 1935. у Загребу. Од 1941. учествује у Другом светском рату, а 1943. се укључује у покрет отпора против фашиста. Пуно је путова током живота а посећивао је и Француску, САД и Италију. Његови радови добили су међународна признања. 
Остварио је 150 самосталних и око 300 других изложби на разним континентима. Његова се дела обично налазе у приватном влашништву свуда по свету. Такође је радио и позоришну сценографију, мурале и мозаике.
Био је члан „Хрватске академије науке и уметности“, а проглашен је и почасним грађанином Бјеловара. 
Умро је у болници у Загребу.